# Nueva Loma Linda
Nueva Loma Linda är en ort i Mexiko.   Den ligger i kommunen La Trinitaria och delstaten Chiapas, i den sydöstra delen av landet, 800 km öster om huvudstaden Mexico City. Nueva Loma Linda ligger 1 550 meter över havet och antalet invånare är 146.
Terrängen runt Nueva Loma Linda är kuperad åt sydost, men åt nordväst är den platt. Runt Nueva Loma Linda är det ganska glesbefolkat, med 42 invånare per kvadratkilometer. Närmaste större samhälle är La Trinitaria, 8,2 km nordväst om Nueva Loma Linda. I omgivningarna runt Nueva Loma Linda växer huvudsakligen savannskog.